# مسجد جامع چامپانیر
مسجد جامع در چامپانیر در گجرات در غرب هند بخشی از پارک باستان‌شناسی چامپانر-پاواگاه یکی از میراث فرهنگی یونسکو است. 
این مسجد در سال ۱۵۱۳ ساخته شد و ساخت آن بیش از ۲۵ سال طول کشید. ابن بنا یکی از معروف‌ترین یادبودهای به جا مانده از سلطان محمود بگاده است. گفته می‌شود معماری گورکانی که در این بنا استفاده شده است برگرفته از معماری سلطنتی گجراتی است که خود برگرفته از رسوم مذهبی هندیان و مسلمانان می‌باشد. گنبد بنا دلیلی بر این مدعاست. کار مرمت این بنا در دهه ۱۸۹۰ انجام شده است.

## معماری و تناسب
بنای این مسجد مخلوطی از معماری هندی و اسلامی است. این بنا یکی از ظریف‌ترین مسجدها در غرب هند از نظر معماری داخلی است. تزئینات سطوح این مسجد ترکیبی از اشکال خورشید، الماس، ظروف و مشروب، سدر نمادین است که در پرستشگاه‌های قبلی نیز استفاده شده است.
هنرمندان بومی که این بنا را می‌ساختند. کار هنری را از آبا و اجداد خود آموخته بودند. اما به دنبال یک دین نبودند و از نمادهای مختلف هند، اسلامی و جین استفاده کرده‌اند. این مسجد سه لوح منقوش بر روی دیوارهایش دارد که یکی در بالای منبر و دو تای دیگر در کناره‌ها ترسیم شده‌اند و دعاهایی از قرآن در آن حکاکی شده است.
ساختمان بنا دو طبقه است و هر دو نوع سبک اسلامی و هندو در معماری آن به کار رفته است.

## منبع
1. ↑  "United Nations Educational, Scientific and Cultural Organization (UNESCO) Fact Sheet". United Nations Educational, Scientific and Cultural Organization. Retrieved 24 September 2012.
2. ↑  Bombay (India : State). General Dept (1897). Archaeology, Progress Report. Bombay: Archaeological Survey of India. Western Circle. p. 8. Retrieved 1 October 2012. {{cite book}}: Missing |author1= (help)
3. ↑  Ruggles, D. Fairchild; Silverman, Helaine (2009). Intangible Heritage Embodied. Springer. pp. 91–93, 96–97. ISBN 9781441900715. Retrieved 23 September 2012.
4. ↑  Desai, Anjali H. (2007). India Guide Gujarat. India Guide Publications. pp. 178–. ISBN 978-0-9789517-0-2. Retrieved 29 September 2012.
5. ↑  Sarina Singh (1 September 2009). India. LP. pp. 742–. ISBN 978-1-74179-151-8. Retrieved 29 September 2012.

- مشارکت‌کنندگان ویکی‌پدیا. «Jama Mosque, Champaner». در دانشنامهٔ ویکی‌پدیای انگلیسی، بازبینی‌شده در ۲۷ دسامبر ۲۰۱۸.| آیکون خرد | این یک مقالهٔ خرد پیرامون آثار باستانی است. می‌توانید با گسترش آن به ویکی‌پدیا کمک کنید. |